# Mark Maslin
Mark Andrew Maslin est professeur de sciences du système terrestre à l'University College de Londres et au Musée d'histoire naturelle du Danemark. Il a publié de nombreux livres sur divers sujets environnementaux, notamment le changement climatique, l'écologie, l'anthropocène et l'évolution humaine.

## Biographie
Maslin est né en 1968. Il obtient son BSc (Hons) en géographie physique (géologie et chimie au niveau spécialisé) de l'Université de Bristol en 1989. Quelques années plus tard, en 1993, il obtient son doctorat sur « The study of the palaeoceanography of the N.E. Atlantic during Pleistocene » du Darwin College de l'Université de Cambridge, sous la direction de Nicholas Shackleton et Ellen Thomas.
Maslin publie plus de 200 articles scientifiques, certains d'entre eux dans des revues telles que Nature ayant reçu environ 25 000 citations selon ResearchGate et plus de 32 500 selon Google Scholar, où son Indice h est donné à 75 et un indice i10 à 188.
Maslin enseigne des cours de premier cycle et de troisième cycle à l'University College de Londres et supervise de nombreuses thèses de doctorat et de maîtrise.
De 2014 à 2019, il est directeur du London NERC Doctoral Training Partnership. Il est co-vice-recteur du Grand Challenge de la crise climatique de l'UCL. Il est également conseiller stratégique de Lansons, Net Zero Now, Sheep Inc et membre du conseil d'administration RSE de Sopra Steria. Il cofonde et participe à la gestion de la société de géoanalyse IA Rezatec Ltd de 2012 à 2023.

## Livres
- Mark Maslin (2021), How to Save Our Planet: The Facts, Penguin Life , (ISBN 9780241472521)
- Mark Maslin (2021), Climate Change, A Very Short Introduction, 4e édition, Oxford University Press , (ISBN 9780198867869)
- Simon Lewis et Mark Maslin (2018), The Human Planet, Pelican Press , (ISBN 0241280885 et 978-0241280881)
- Mark Maslin (2017), The Cradle of Humanity, Oxford University Press , (ISBN 9780198704522)
- Mark Maslin (2014), Climate Change, A Very Short Introduction, 3e édition, Oxford University Press
- Mark Maslin (2013), Climate, A Very Short Introduction, Oxford University Press
- Mark Maslin (2008), Global Warming, A Very Short Introduction : 2e édition, Oxford University Press
- Mark Maslin (2004), Global Warming, A Very Short Introduction, Oxford University Press
- Mark Maslin (2003), Etat d'urgence : Le ciel en colère, Solaire (ISBN 2263036229 et 978-2263036224)
- Mark Maslin (2002), Stormy Weather, Apple Press , (ISBN 1-84092-378-4)
- Mark Maslin (2002), The Coming Storm, Série éducative de Barron , (ISBN 0-7641-2219-3)
- Mark Maslin (2002), Global Warming, Colin Baxter Photography, Royaume-Uni, (ISBN 1-84107-120-X)
- Mark Maslin (2002), Global Warming: Causes, Effects and the Future, Voyageur Press, États-Unis, (ISBN 0760329656 et 9780760329658)
- Mark Maslin, Earthquakes (a volume for 8-12 year olds), Wayland, Hove, Royaume-Uni. Relié  (ISBN 0 7502 2472 X) (1999), Broché  (ISBN 0-7502-2738-9) (2000)
- Emma Durham et Mark Maslin, Inondations, Wayland, Hove, Royaume-Uni. Relié  (ISBN 0 7502 2473 8) (1999), Broché  (ISBN 0-7502-2739-7) (2000)